# EV Lacertae
EV Lacertae (EV Lac, Gliese 873, HIP 112460) é uma estrela anã vermelha localizada à 16.5 anos-luz de distância na constelação de Lacerta, sendo a estrela mais próxima dessa constelação, porém com uma magnitude aparente de 10, é dificilmente visível com binóculos. EV Lacertae é uma estrela do tipo espectral M3.5 que emite raios-X.

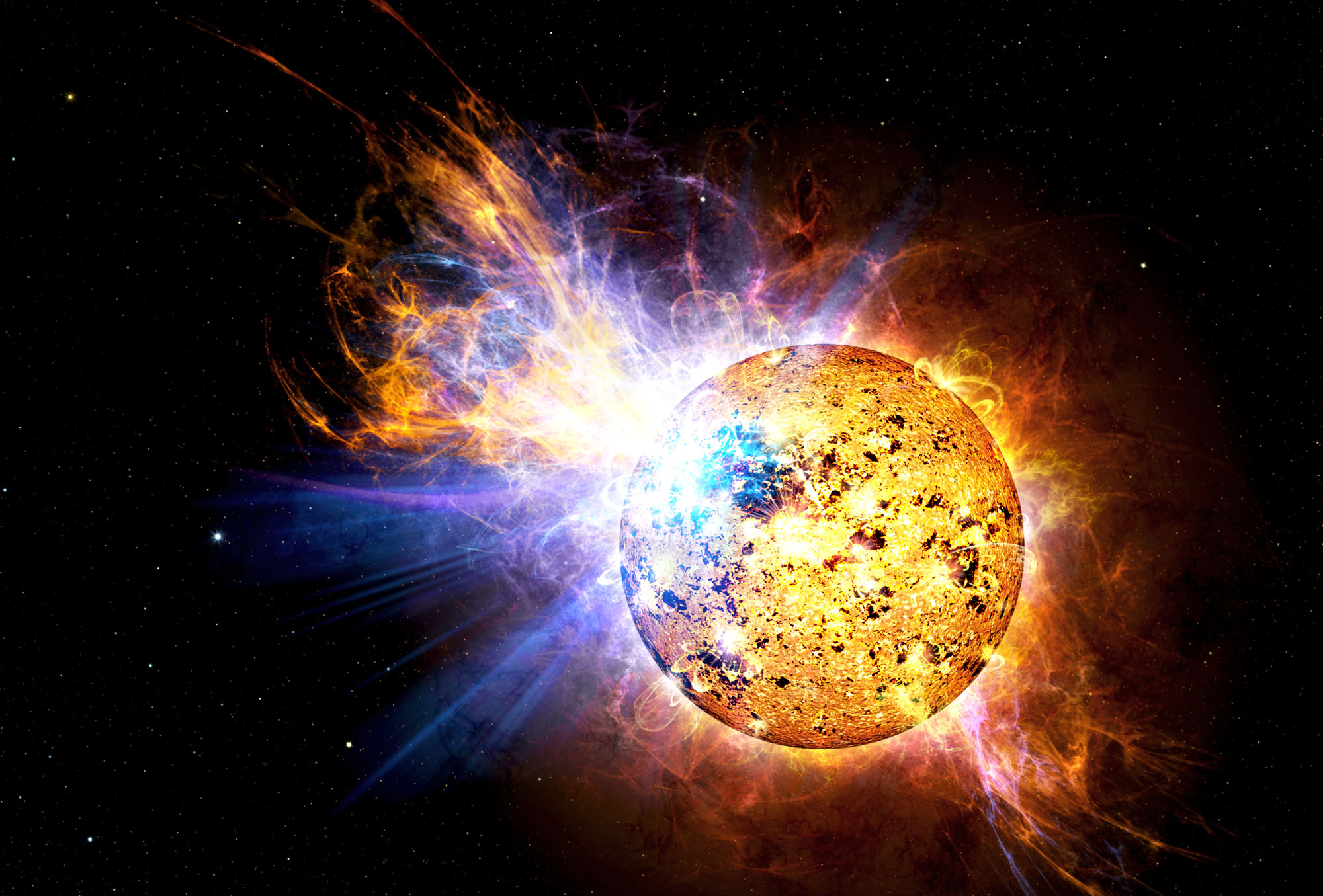
Concepção artística de uma erupção em EV Lacertae.

Em 25 de abril de 2008, o satélite Swift da NASA detectou uma erupção recorde de EV Lacertae. Esta erupção foi milhares de vezes mais poderosa do que a maior erupção solar observada, mas, como EV Lacertae está muito mais longe da Terra do que o Sol, a erupção não parecia tão brilhante quanto uma erupção solar. A explosão teria sido visível a olho nu se a estrela estivesse em uma parte observável do céu noturno no momento. Foi a explosão mais brilhante já vista de uma estrela que não seja o Sol.
EV Lacertae é muito mais jovem que a do Sol. Sua idade é estimada em 300 milhões de anos e ainda está girando rapidamente. A rotação rápida, junto com seu interior convectivo, produz um campo magnético muito mais poderoso que o do Sol. Acredita-se que esse forte campo magnético desempenhe um papel na capacidade da estrela de produzir explosões tão brilhantes.